# 山形嶺
79°5′S 157°2′E / 79.083°S 157.033°E
山形嶺（英語：Yamagata Ridge）是南極洲的山嶺，位於奧次地，屬於庫克山脈中芬格嶺的一部分，長4.8公里，海拔高度1,690米，以日本研究隊的地球化學家命名，現時由南極條約體系管理。